# Dunzenhausen
Dunzenhausen ist ein Stadtteil von Bad Schussenried im Landkreis Biberach in Oberschwaben.
Der Weiler liegt circa zwei Kilometer nordöstlich von Bad Schussenried.

## Geschichte
Dunzenhausen wurde 1227 erstmals erwähnt. Der Ort war im Besitz des Klosters Schussenried.

## Sehenswürdigkeiten
- Kapelle St. Anna, erbaut Anfang des 18. Jahrhunderts